# Équipe de France de beach soccer en 1997
En 1997, l'équipe de France de beach soccer connaît sa première année d'apparition. 
Celle-ci est constituée pour participer au Championnat du monde de beach soccer 1997 dont elle termine dernière de son groupe en phase de poule. Il en est de même lors du BSWW Mundialito 1997 durant l'été. Quelques semaines plus tard, les Bleus réalisent leur premier fait d'arme en terminant quatrième de la Coupe intercontinentale. 

## Résumé de l'année
En janvier 1997, une sélection de joueurs français de beach soccer est constituée pour pouvoir participer à la troisième édition du Championnat du monde. 
Placée dans le groupe A à Rio de Janeiro, l'équipe de France de beach soccer perd le premier match de son histoire face à l'Italie (1-4). Elle bat ensuite l'Uruguay, futur finaliste (5-3). Les Bleus perdent leur troisième match et leurs chances de qualification contre l'Argentine (1-3). La France finit quatrième de son groupe à égalité de points avec le troisième italien. 
La sélection tricolore participe ensuite au BSWW Mundialito 1997 fin juillet à Figueira da Foz au Portugal. En phase de groupe, elle perd face au pays hôte (2-8), prend sa revanche sur l'Italie (4-3 ap) puis s'incline face au Canada (2-1) et termine troisième de la poule A. 
Fin août, la France participe à la Coupe intercontinentale 1997 à Shirako (Japon). Après une lourde défaite contre le Brésil (5-13), les Bleus affrontent l'Uruguay et le Canada. Qualifié en demi-finale, la France perd contre les États-Unis et joue le match pour la troisième place contre le Portugal.  

## Joueurs
Joël Cantona dispute le Championnat du monde 1997.
Son frère Éric Cantona joue ses premiers matches de beach soccer en décembre 1997. 

## Feuilles de match
| Championnat du monde - groupe B | Italie | 4 - 1 | France | Rio de Janeiro |
| 14/01/1997                      |        |       |        |                |

| Championnat du monde - groupe B | France | 5 - 4 | Uruguay | Rio de Janeiro |
| 15/01/1997                      |        |       |         |                |

| Championnat du monde - groupe B | Argentine | 3 - 1 | France | Rio de Janeiro |
| 16/01/1997                      |           |       |        |                |

| Mundialito - groupe A | Portugal | 8 - 2 | France | Figueira da Foz |
| 29/07/1997            |          |       |        |                 |

| Mundialito - groupe A | France | 4 - 3 a. p. | Italie | Figueira da Foz |
| 30/07/1997            |        |             |        |                 |

| Mundialito - groupe A | Canada | 2 - 1 | France | Figueira da Foz |
| 31/07/1997            |        |       |        |                 |

| Coupe intercontinentale - groupe A | Brésil | 13 - 5 | France | Shirako |
| 20/08/1997                         |        |        |        |         |

| Coupe intercontinentale - groupe A | France | ?-? | Uruguay | Shirako |
| 22/08/1997                         |        |     |         |         |

| Coupe intercontinentale - groupe A | France | ?-? | Canada | Shirako |
| 24/08/1997                         |        |     |        |         |

| Coupe intercontinentale- demi-finale | États-Unis | ?-? | France | Shirako |
| 26/08/1997                           |            |     |        |         |

| Coupe intercontinentale - 3e place | Portugal | ?-? | France | Shirako |
| 27/08/1997                         |          |     |        |         |